# Monte Carlo (Santa Catarina)
Pour les articles homonymes, voir Monte-Carlo (homonymie).
Monte Carlo est une ville brésilienne de l'intérieur de l'État de Santa Catarina.

## Géographie
Monte Carlo se situe à une latitude de 27° 13′ 22″ sud et à une longitude de 50° 58′ 47″ ouest, à une altitude de 942 mètres.
Sa population était de 9 312 habitants au recensement de 2010. La municipalité s'étend sur 163 km2.
Elle fait partie de la microrégion de Curitibanos, dans la mésoregion Serrana de Santa Catarina.

## Villes voisines
Monte Carlo est voisine des municipalités (municípios) suivantes :
- Fraiburgo
- Frei Rogério
- Campos Novos
- Tangará